# Guachucal (ort)
Guachucal är en ort i Colombia.   Den ligger i departementet Nariño, i den sydvästra delen av landet, 600 km sydväst om huvudstaden Bogotá. Guachucal ligger 3 091 meter över havet och antalet invånare är 4 014.
Terrängen runt Guachucal är kuperad västerut, men österut är den platt. Runt Guachucal är det ganska tätbefolkat, med 149 invånare per kvadratkilometer. Närmaste större samhälle är Ipiales, 17,1 km sydost om Guachucal. Trakten runt Guachucal består i huvudsak av gräsmarker.